# آکوا دی پارما
آکوا دی پارما (انگلیسی: Acqua di Parma) شرکت کالای لوکس ایتالیایی است، که در سال ۱۹۱۶ تأسیس شد.